# 扇湯
扇湯（おうぎゆ）は、兵庫県淡路市岩屋1390にある天然温泉の銭湯。2016年（平成28年）の映画『あったまら銭湯』の舞台となった。

## 特色

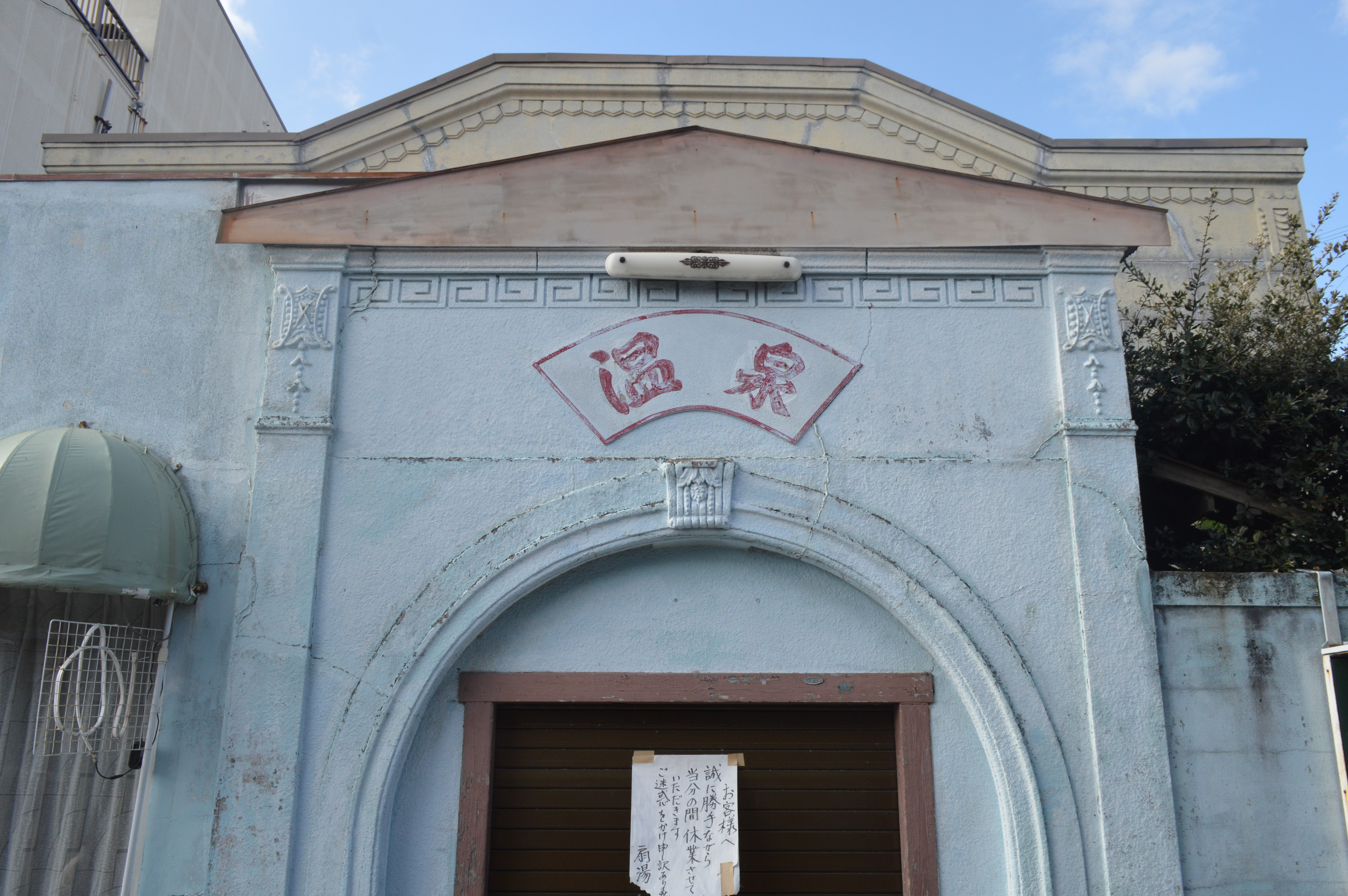
ファサード

明石海峡大橋のやや南側に位置する漁師町に太平洋戦争前から残る天然温泉の銭湯。かつて島の玄関口として栄えた岩屋商店街は現在は寂れているが、その商店街の中ほどに、戦前からその姿を変えないままに営業を続けている。

### 建築
建屋のファサードは洋館風で和洋折衷、下半分がレンガ色、上部が水色に塗色された壁には装飾が施され、入り口はアーチ型となっており、その上部には赤い文字で『温泉』と書かれている。

### 浴室
女湯はピンク、男湯はブルーのタイル張りの浴槽は円型で、さらにその浴槽をぐるりと囲むように、円形の固定式の腰掛けが設置され、浴槽に向かって浴槽の湯で体が洗える珍しい作りとなっている。一般的な大阪型が湯船に背中を向けて周りを囲むのに対し、扇湯は対面式で、客同士が会話をしながら身体を洗えるスタイルである。
このため、フランス人の銭湯大使ステファニーは扇湯を訪問し、「コミュニティのお風呂」と紹介した。湯温は42.5℃と高温であるため、湯温の低い小さいほうの湯船（薬草湯）に入ったのちに、大きい湯船に浸かるのが通例となっている。岩屋に湧出する鉱泉を使用しており、温度は熱くてもやわらかく身体を包み込む感覚があると評されている。リニューアル後は岩屋温泉から引いた源泉100％の水風呂が増設された。

### 脱衣箱
木製の古く趣ある脱衣箱は、大阪市住吉区にあった銭湯「牡丹湯」が廃業する際に引き取ったもので、松本らが計4往復をかけて扇湯に運びこんだものである。
1955年（昭和30年）に20円石鹸として誕生し、一時は製造中止となっていた「皆様石鹸」が店内で販売されている。

### 店主
現在の店主は3代目の女将船橋富美子である。船橋は岩屋生まれであり、結婚前は淡路島で幼稚園教員をしていた。船橋が嫁いだ頃には、姑が店の切り盛りをし、お手伝いがいた。風呂は夫の伯父が石炭、薪などの燃料で焚き、その後、全自動ボイラーへ。それをきっかけに家族の要請で船橋も操作を覚え、扇湯の仕事にかかわり始めた。当時、家庭風呂は普及しておらず多忙を極め、素裸の客らと番台で会話を楽しんだりしていたが、リニューアル後は脱衣所と番台が分かれている。

## 歴史

### 年表
- 昭和初期 - 看板建築の建物が竣工したとされる。
- 1995年（平成7年）1月17日 - 阪神・淡路大震災により建物が被災。
- 2017年（平成29年） - ボイラーの故障によって廃業の危機を迎えたが乗り切る[5]。
- 2021年（令和3年）4月3日 - リニューアルオープン[1]。
- 2023年（令和3年）-諸事情により休業（再開未定）

### 阪神・淡路大震災後

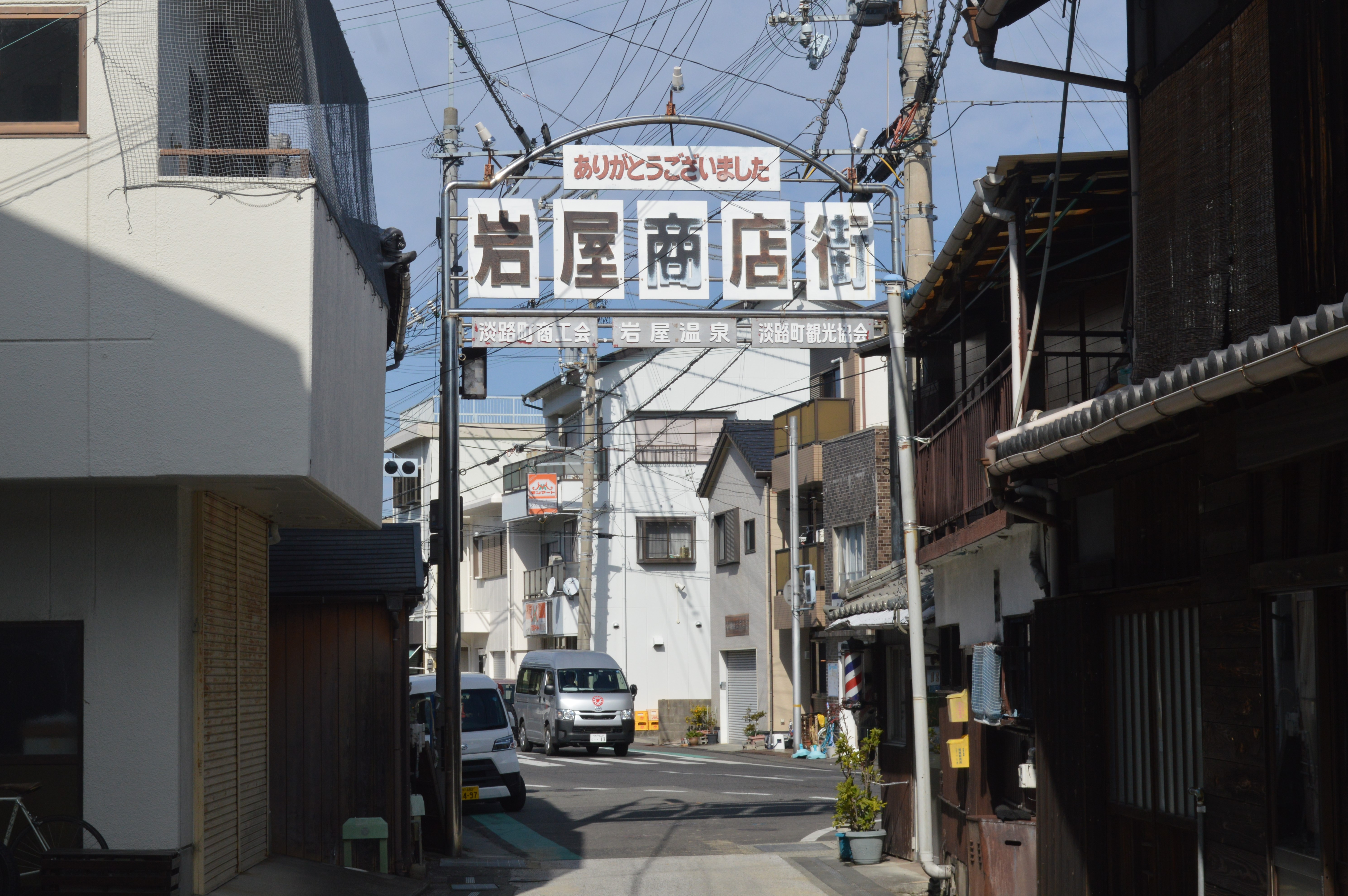
岩屋商店街

1995年（平成7年）1月17日に発生した阪神・淡路大震災により扇湯の建物が被災し、廃業を検討するが、常連客を考え踏みとどまる。しかし、皮肉なことに震災で被災した家々では、修復をきっかけとして家庭風呂が普及し始め、常連客が激減した。
2017年（平成29年）には、ボイラーの故障が追い打ちをかける。業者も手に負えない状態だったが、松本康治（さいろ社主催）の尽力で、安く修理できる業者が探し出された。松本の著書『レトロ銭湯にようこそ』掲載後は銭湯マニアの間では知られた銭湯のひとつになり、「島風呂隊」の助力もあり、関東をはじめ北海道や九州など遠方からの来客も増えた。松本は、これをきっかけに扇湯のサポート活動を開始させる。扇湯がランドマークになることで、町の活性化をもくろんだ。モデルとして思い描いたのが松山市の道後温泉であった。明石市でのビラ配りやオリジナル商品の開発などに加えて、清掃や修繕作業などの応援活動が始まり、その活動に集うグループを「島風呂隊」と名付け、社団法人化するに至った。
2020年（令和2年）の冬には、店舗が減る一方だった岩屋商店街に若い人達による新規出店が始まった。その店のSNS映えする商品にひかれて観光客が戻るようになった。この機を逃してはいけないと考えた船橋は『古いけど綺麗でかわいらしい銭湯』になるようにと、リニューアルに踏み切った。

### 映画の舞台に
扇湯は2016年（平成28年）の映画『あったまら銭湯』の舞台となった。船橋が『扇湯の記念に残してもらえればいいわ』という思いで引き受けたものである。淡路島の銭湯を舞台にした切ない恋の物語で、岩屋の街並みやリニューアル前の扇湯の風呂や脱衣所の様子などが記録されている。

### 淡路岩屋湯名人スタンプラリー
2018年（平成30年）12月22日から2019年（平成31年）3月31日には、松本康治の尽力もあり、岩屋地区にある四つの温浴施設を利用してスタンプを集める催し「淡路岩屋湯名人スタンプラリー」が開催され、「美湯松帆の郷」と旅館「淡海荘」、銭湯では「丸吉湯」と「扇湯」の4施設が対象となり、「町おこし」にも一役買った。

## 営業
- 定休日:木曜日（祝日は営業）（※2024年4月現在休業中）
- 営業時間:15:30〜22:00
- 料金:460円（大人）

※全浴槽で単純弱放射能冷鉱泉を使用。

## 交通
- ジェノバライン 岩屋港から徒歩約5分。

## 参考サイト
- レトロ銭湯を救え！島風呂隊は扇湯と岩屋の未来を変えていく。（ぶんしょう社）